# Примитивная почтовая марка
Примити́вная почто́вая ма́рка (англ. «primitives» или «natives») — почтовая марка, разработанная и напечатанная с использованием заметно более примитивных полиграфических технологий по сравнению с более сложными филателистическими изделиями промышленно развитых стран, особенно стран-метрополий. Ряд таких почтовых марок был выпущен в классический период в отдалённых или плохо развитых регионах, таких как, например, Маврикий.

## Примеры примитивных марок
Несколько хорошо известных примитивных почтовых марок копируют рисунки стандартных марок крупных государств. К примеру, первые почтовые марки Маврикия представляли собой грубые, изготовленные локально копии находившихся в то время в обращении почтовых марок Великобритании «Красный пенни». Точно так же почтовые марки Корриентеса «Церера», провинции на севере Аргентины, были подражанием более ранним почтовым маркам Франции, изображающим богиню сельского хозяйства Цереру. Другие примитивные почтовые марки имеют собственный уникальный рисунок.
Среди известных примитивных марок можно назвать следующие:
- англ. «Cottonreels»[2] Британской Гвианы (1850—1851).
- «Треуголки Мыса Доброй Надежды» (1861).
- Ранние почтовые марки Индии (1854).
- Различные почтовые марки индийских феодальных княжеств[англ.].
- Некоторые первые почтовые марки Мексики.
- «Трикера» — почтовые марки Новой Каледонии с изображением Наполеона III (1860).

Ещё одним примером примитивных марок являются некоторые земские почтовые марки Российской империи, как об этом говорится, например, в статье сотрудницы Центрального музея связи имени А. С. Попова Л. П. Рыльковой:
Некоторые земства в целях экономии времени и денег изготовляли марки ручным металлическим или каучуковым штемпелем. Иногда марки печатали на гектографе, в результате получались довольно примитивные знаки почтовой оплаты.

## Ценность и коллекционирование
Из-за их привлекательности, а иногда и редкости примитивные почтовые марки относятся к одним из самых популярных у филателистов объектов коллекционирования. Так, согласно каталожным данным, один экземпляр «Трикера» оценивается свыше 200 долларов США, отдельные «Треуголки Мыса Доброй Надежды» — до $175 500, а знаменитые оранжевый и голубой «Маврикии» могут стоить на аукционах более 15 миллионов долларов за штуку.